# Virus latent de la pomme de terre
Carlavirus latensolani
Espèce
Synonymes
- Potato latent virus, ICTV, 2004

Carlavirus latensolani, le virus latent de la pomme de terre (PotLV, acronyme de Potato latent virus), appelé aussi « virus Red LaSoda », est un phytovirus pathogène du groupe des Carlavirus, appartenant à la famille des  Betaflexiviridae. Ce virus a été isolé pour la première fois en 1992 par la Scottish Agricultural Science Agency, sur des tubercules de pomme de terre de la variété 'Red LaSoda' importés du Nebraska. Il n'est présent qu'en Amérique du Nord et n'est connu que sur certains cultivars de pomme de terre, mais a pu être transmis expérimentalement à d'autres espèces des Solanaceae des genres Nicotiana et Physalis. Les plantes infectées n'ont aucun symptôme visible. Il se transmet par des pucerons  ou par voie mécanique.

## Référence biologique
- (en) ICTV : Potato latent virus  (consulté le 1er février 2021)